# 도전! 불가능은 없다
《도전! 불가능은 없다》는 대한민국의 SBS에서 제작·방영한 교양 프로그램이다. 방송 기간은 1996년 10월 7일을 시작으로, 1998년 11월 7일에 종영되었다.

## 방송 일정
- 1996년 10월 7일 ~ 1997년 2월 24일 : 매주 월요일 저녁 7시 10분 ~ 8시
- 1997년 3월 8일 ~ 1998년 2월 28일 : 매주 토요일 저녁 5시 10분 ~ 6시
- 1998년 3월 7일 ~ 1998년 11월 7일 : 매주 토요일 저녁 5시 10분 ~ 6시

## 출연·제작진
- 진행 : 유정현, 조영구, 손범수
- 연출 : 김현서, 이상수
- 외주 : SBS 프로덕션

## 같이 보기
- 기인열전